# Мост Богода
Мост Богода — деревянный мост, созданный в XVI веке в период Дамбадении.
Считается старейшим сохранившимся деревянным мостом в Шри-Ланке. Мост Богода расположен в 13 километрах к югу от города Бадулла, Шри-Ланка. Все части этого моста были сделаны из древесины с использованием деревянных гвоздей в качестве фиксирующего материала. Кровля моста показывает влияние царства Канди. Мост был построен через реку под названием Галланда Ойя, которая связывала Бадуллу и Канди.

## Описание
Мост Богода имеет возраст более 400 лет и создан полностью из деревянных досок, которые по преданиям все сделаны из одного и то же дерева. Эта особенная конструкция имеет в длину приблизительно 50 футов, а в ширину — 6 футов, тогда как высота черепичной кровли составляет 8 футов. По мнению археологов было как минимум две причины для создания кровли над мостом — нужда в укрытии и необходимость защиты от непогоды. Деревянные ограждения моста Богода, украшенные различными старинными узорами, были созданы по его обеим сторонам.
Сама конструкция покоится на трёх огромных стволах деревьев, протянутых между двумя скалами. В высоту составляющих примерно 35 футов. Брёвна джекфрута (Artocarpus heterophyllus) и кумбука (Terminalia arjuna) были использованы в качестве строительного материала для моста, в то время как древесина хурмы эбеновой (Diospyros ebenum) и прутняка перистого (Vitex pinnata) использовались для деревянных украшений. Об устойчивости конструкции говорит тот факт, что она устояла до сих пор после ежегодных наводнений, наполняющих эту долину.

## Храм Богода
Рядом с мостом Богода существует одноименный древний буддийский храм. Он имеет гораздо более древнюю историю, чем мост, так как был создан в I веке до н. э. в период Анурадхапуры. Храм был построен по приказанию царя Валагамбы. Каменная надпись на храме письмом брахми сообщает, что храм был дарован жрецу по имени Брахмадатта местным правителем Тиссой из Бадуллы.
Внутри храма находятся красивые изображения, а стены его сделаны с помощью смеси из хлопка, пчелиного мёда и очищенной белой глины.